# My Secret is My Silence
My Secret is My Silence es el primer álbum como solista de Roddy Woomble, vocalista de la banda escocesa Idlewild, lanzado al mercado en julio de 2006. Fue producido por John McCusker, y ninguna de las canciones han sido o serán lanzadas individualmente como singles.

## Canciones
1. "I Came In From The Mountain" – 2:40
2. "As Still As I Watch Your Grave" – 4:45
3. "Every Line Of A Long Moment" – 3:39
4. "My Secret Is My Silence" – 4:12
5. "Act IV" – 4:22
6. "From The Drifter To The Lake" – 3:37
7. "If I Could Name Any Name" – 3:57
8. "Whiskeyface" – 2:47
9. "Waverly Steps" – 4:05
10. "Under My Breath" – 3:44
11. "Play Me Something" – 3:40

- Datos: Q9047441